# 秋田県立武道館
秋田県立武道館（あきたけんりつぶどうかん）は、秋田県秋田市向浜にある県立の武道館である。秋田県総合公社が指定管理者として管理運営にあたっている。

## 概要
2007年に開催された秋田わか杉国体に先立ち、2004年（平成16年）3月に落成。県内の武道スポーツの中心となっている。旧秋田県立野球場の跡地に整備され、建物外周の道路の形状に野球場の跡地としての名残が見られる。

## 施設

### 大道場
- 面積2,356m2（約62ｍ×38m）
- 収容人数：合計2,517人
  - 観客席：2,510席
  - 車椅子席：7席
- 使用種目：柔道8面、剣道8面、その他

### 小道場
- 面積528m2（約33ｍ×16m）

### 相撲場
- 屋内土俵1面
- 屋外土俵1面
  - 観客席約130人＋車椅子席2席

### 弓道場

#### 近的弓道場
- 28m 12人立
  - 観客席82人＋車椅子席2席

#### 遠的弓道場
- 60m 6人立
  - 観客スペースは屋外

### 柔道場
- 3面
  - 観客席約165人＋車椅子席2席

### 剣道場
- 3面
  - 観客席約100人

## 交通アクセス
- JR秋田駅西口より、秋田中央交通県立プール線で「県立武道館前」下車。

## 周辺
- 臨海大橋
- 秋田県立スケート場
- 秋田県立野球場
- 秋田県立総合プール